# Yamîn
Yamîn est un fils de Siméon fils de Jacob et de Léa. Ses descendants s'appellent les Yaminites.

## Yamîn et ses frères
Yamîn a pour frères Yemouël ou Nemouël, Ohad, Yakîn ou Yarib, Tsohar ou Zérah et Shaoul,,,.

## Yamîn en Égypte
Yamîn part avec son père Siméon et son grand-père Jacob pour s'installer en Égypte au pays de Goshen dans le delta du Nil.
La famille des Yaminites dont l'ancêtre est Yamîn sort du pays d'Égypte avec Moïse,.